# Schwalbach (Schöffengrund)
Schwalbach ist ein Ortsteil der Gemeinde Schöffengrund im mittelhessischen Lahn-Dill-Kreis. Es ist Hauptort und gleichzeitig Verwaltungssitz der Großgemeinde.

## Geografie
Schwalbach liegt auf einem Plateau, zwischen den Tälern von Solmsbach und Wetzbach. Nördlich des Dorfes entspringt der Hainbach. Der Ort liegt im nördlichen Taunus (östlicher Hintertaunus), dem Wetzlarer Hintertaunus, sowie im Naturpark Taunus. Nächste größere Stadt ist Wetzlar.
Nachbarorte sind Bonbaden (westlich), Laufdorf (nordwestlich),  Reiskirchen (nordöstlich), Niederwetz (östlich), Oberquembach (südlich), Niederquembach und Neukirchen (südwestlich).

## Geschichte

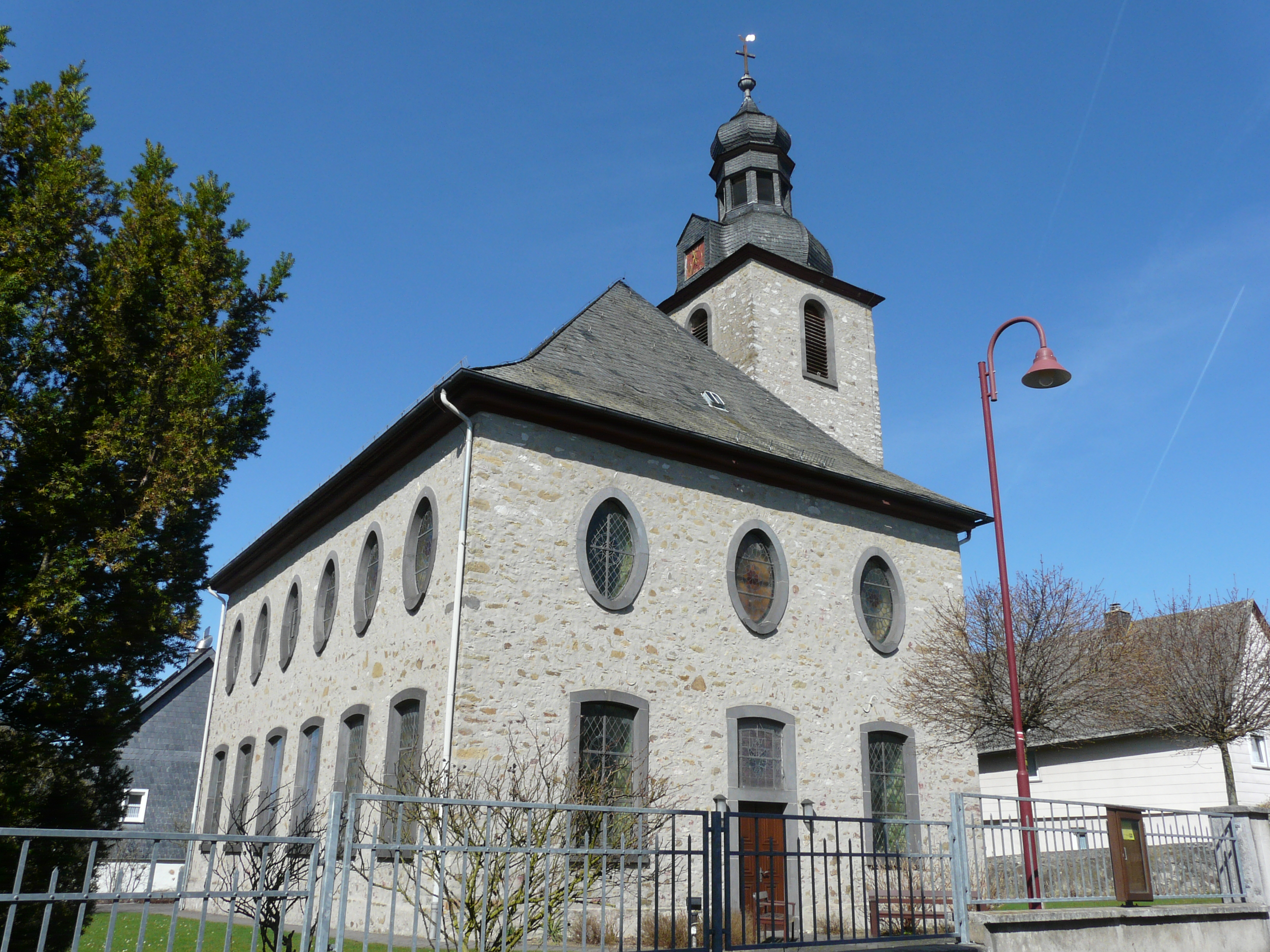
Evangelische Dorfkirche von 1767

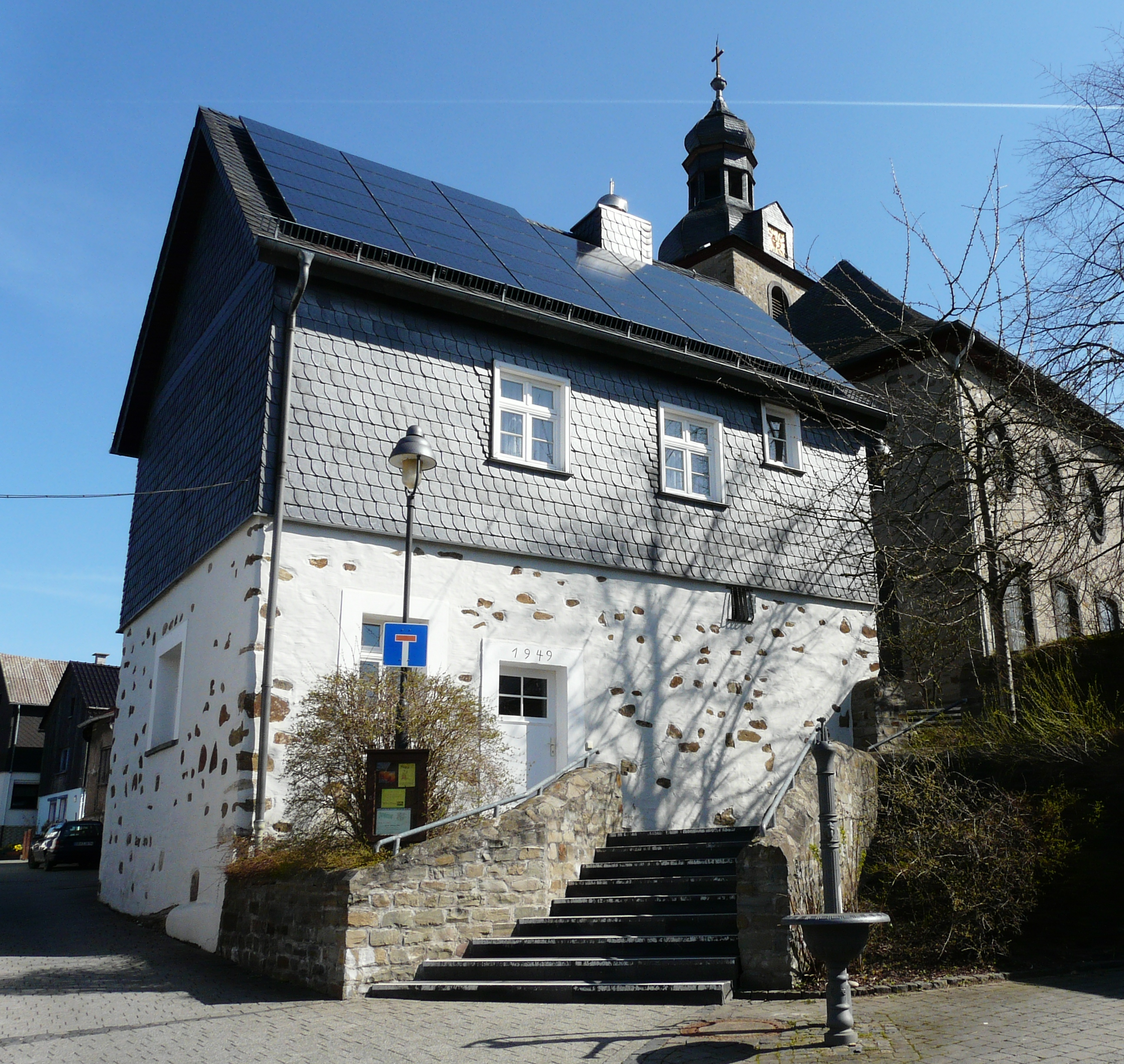
Backhaus

### Ortsgeschichte
Im Jahr 795 wird die sualbacher marca, also die Schwalbacher Mark, im Lorscher Codex erwähnt. Aus dem Ort entstammte ein Rittergeschlecht, die Herren von Schwalbach, die auch das Lehnspatronat über das Quembacher Gericht besaßen, zu welchem Schwalbach gehörte. Erst später gehörte das Dorf zu den Besitztümern der Grafen zu Solms-Braunfels, ehe es zur preußischen Bürgermeisterei von Braunfels gehörte. 1841 wurde die Bürgermeisterei Schöffengrund eingerichtet, deren Sitz sich in Schwalbach befand.
Kirchlich wurde die Pfarrei des Dorfes nach der Reformation nach Bonbaden eingegliedert. Nach dem Zweiten Weltkrieg errichtete man für die Heimatvertriebenen im Ort auch eine katholische Kirche.
Hessische Gebietsreform (1970–1977)
Zum 31. Dezember 1971 fusionierte die bis dahin selbständige Gemeinde Schwalbach mit fünf weiteren Gemeinden im Zuge der Gebietsreform in Hessen freiwillig zur Großgemeinde Schöffengrund. Sitz der Gemeindeverwaltung wurde Schwalbach. Für die ehemals eigenständigen Gemeinden von Schöffengrund wurde je ein Ortsbezirk gebildet.

### Verwaltungsgeschichte im Überblick
Die folgende Liste zeigt die Staaten und Verwaltungseinheiten, denen Schwalbach angehört(e):
- 795: Lahngau (in pago Logenehe)
- vor 1806: Heiliges Römisches Reich, Fürstentum Solms-Braunfels, Anteil der Grafschaft Solms, Amt Braunfels
- ab 1806: Herzogtum Nassau,[Anm. 2] Amt Braunfels[Anm. 3]
- ab 1816: Königreich Preußen,[Anm. 4] Provinz Großherzogtum Niederrhein, Regierungsbezirk Koblenz, Kreis Braunfels[7]
- ab 1822: Königreich Preußen, Rheinprovinz, Regierungsbezirk Koblenz, Kreis Wetzlar[Anm. 5]
- ab 1866: Norddeutscher Bund,[Anm. 6] Königreich Preußen, Rheinprovinz, Regierungsbezirk Koblenz, Kreis Wetzlar
- ab 1871: Deutsches Reich, Königreich Preußen, Rheinprovinz, Regierungsbezirk Koblenz, Kreis Wetzlar
- ab 1918: Deutsches Reich (Weimarer Republik), Freistaat Preußen, Rheinprovinz, Regierungsbezirk Koblenz, Kreis Wetzlar
- ab 1932: Deutsches Reich, Freistaat Preußen, Provinz Hessen-Nassau, Regierungsbezirk Wiesbaden, Kreis Wetzlar
- ab 1944: Deutsches Reich, Freistaat Preußen, Provinz Nassau, Kreis Wetzlar
- ab 1945: Amerikanische Besatzungszone,[Anm. 7] Groß-Hessen, Regierungsbezirk Wiesbaden, Kreis Wetzlar
- ab 1949: Bundesrepublik Deutschland, Land Hessen, Regierungsbezirk Wiesbaden, Kreis Wetzlar
- ab 1968: Bundesrepublik Deutschland, Land Hessen, Regierungsbezirk Darmstadt, Kreis Wetzlar
- ab 1972: Bundesrepublik Deutschland, Land Hessen, Regierungsbezirk Darmstadt, Kreis Wetzlar, Gemeinde Schöffengrund[Anm. 8]
- ab 1977: Bundesrepublik Deutschland, Land Hessen, Regierungsbezirk Darmstadt, Lahn-Dill-Kreis, Gemeinde Schöffengrund
- ab 1981: Bundesrepublik Deutschland, Land Hessen, Regierungsbezirk Gießen, Lahn-Dill-Kreis, Gemeinde Schöffengrund

### Bevölkerung

#### Einwohnerentwicklung
| Schwalbach: Einwohnerzahlen von 1834 bis 2020 | Schwalbach: Einwohnerzahlen von 1834 bis 2020 | Schwalbach: Einwohnerzahlen von 1834 bis 2020 | Schwalbach: Einwohnerzahlen von 1834 bis 2020 | Schwalbach: Einwohnerzahlen von 1834 bis 2020 |
| --- | --------------------------------------------- | --------------------------------------------- | --------------------------------------------- | --------------------------------------------- |
| Jahr |                                               |                                               |                                               | Einwohner                                     |
| 1834 | 1834                                          |                                               | 405                                           | 405                                           |
| 1840 | 1840                                          |                                               | 453                                           | 453                                           |
| 1846 | 1846                                          |                                               | 506                                           | 506                                           |
| 1852 | 1852                                          |                                               | 480                                           | 480                                           |
| 1858 | 1858                                          |                                               | 483                                           | 483                                           |
| 1864 | 1864                                          |                                               | 516                                           | 516                                           |
| 1871 | 1871                                          |                                               | 548                                           | 548                                           |
| 1875 | 1875                                          |                                               | 587                                           | 587                                           |
| 1885 | 1885                                          |                                               | 608                                           | 608                                           |
| 1895 | 1895                                          |                                               | 612                                           | 612                                           |
| 1905 | 1905                                          |                                               | 660                                           | 660                                           |
| 1910 | 1910                                          |                                               | 717                                           | 717                                           |
| 1925 | 1925                                          |                                               | 717                                           | 717                                           |
| 1939 | 1939                                          |                                               | 699                                           | 699                                           |
| 1946 | 1946                                          |                                               | 1.058                                         | 1.058                                         |
| 1950 | 1950                                          |                                               | 1.115                                         | 1.115                                         |
| 1956 | 1956                                          |                                               | 1.089                                         | 1.089                                         |
| 1961 | 1961                                          |                                               | 1.107                                         | 1.107                                         |
| 1967 | 1967                                          |                                               | 1.175                                         | 1.175                                         |
| 1970 | 1970                                          |                                               | 1.284                                         | 1.284                                         |
| 1980 | 1980                                          |                                               | ?                                             | ?                                             |
| 1987 | 1987                                          |                                               | 1.437                                         | 1.437                                         |
| 2000 | 2000                                          |                                               | ?                                             | ?                                             |
| 2011 | 2011                                          |                                               | 1.707                                         | 1.707                                         |
| 2020 | 2020                                          |                                               | 1.894                                         | 1.894                                         |
| Datenquelle: Historisches Gemeindeverzeichnis für Hessen: Die Bevölkerung der Gemeinden 1834 bis 1967. Wiesbaden: Hessisches Statistisches Landesamt, 1968. Weitere Quellen: LAGIS; Gemeinde Schöffengrund; Zensus 2011 |                                               |                                               |                                               |                                               |

#### Einwohnerstruktur 2011
Nach den Erhebungen des Zensus 2011 lebten am Stichtag dem 9. Mai 2011 in Schwalbach 1707 Einwohner. Darunter waren 63 (3,7 %) Ausländer.
Nach dem Lebensalter waren 309 Einwohner unter 18 Jahren, 720 zwischen 18 und 49, 384 zwischen 50 und 64 und 294 Einwohner waren älter.
Die Einwohner lebten in 687 Haushalten. Davon waren 141 Singlehaushalte, 210 Paare ohne Kinder und 267 Paare mit Kindern, sowie 60 Alleinerziehende und 9 Wohngemeinschaften. In 117 Haushalten lebten ausschließlich Senioren und in 477 Haushaltungen lebten keine Senioren.

#### Religionszugehörigkeit
| • 1834: | 405 evangelische (= 100 %) Einwohner                                |
| • 1961: | 832 evangelische (= 75,16 %), 268 katholische (= 24,21 %) Einwohner |

## Politik
Für Schwalbach besteht ein Ortsbezirk (Gebiete der ehemaligen Gemeinde Schwalbach) mit Ortsbeirat und Ortsvorsteher nach der Hessischen Gemeindeordnung.
Der Ortsbeirat besteht aus fünf Mitgliedern. Bei den Kommunalwahlen in Hessen 2021 betrug die Wahlbeteiligung zum Ortsbeirat 55,75 %. Dabei wurden gewählt: zwei Mitglieder „Freien Wählergemeinschaft“ (FWG) und je ein Mitglied der CDU und der SPD. Der Ortsbeirat wählte Michael Wilnauer (FWG) zum Ortsvorsteher.

## Kultur und Sehenswürdigkeiten

### Evangelische Kirche
Die evangelische Kirche von Schwalbach entstand in der Zeit von 1763 bis 1767. Es ist eine Saalkirche mit Walmdach. An der Nordseite befindet sich der Kirchturm mit Zwiebelhaube.

### Mineralbrunnen
Am nordwestlichen Ortsrand befindet sich ein Mineralbrunnen. Er wurde bereits 1334 als Sure Born (Sauerbrunnen) erwähnt und im Jahr 1717 durch Fürst Wilhelm Moritz von Solms-Braunfels befestigt. Die Quelle wird immer noch wirtschaftlich genutzt und das Mineralwasser als Schwalbacher Tafelwasser verkauft.

## Persönlichkeiten
- Wilhelm Karl Georg Münch (* 1843 in Schwalbach; † 1912 in Berlin), Pädagoge, Regierungsrat und Schriftsteller